# 恩岑 (比特堡地区联合市镇)
恩岑是德国莱茵兰-普法尔茨州的一个市镇。总面积1.71平方公里，总人口36人，其中男性16人，女性20人（2011年12月31日），人口密度21人/平方公里。